# Meester Cornelis

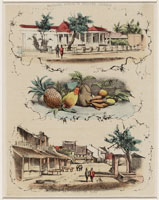
Die Militärschule des Meester Cornelis / Ost-Indische Früchte / Das chinesische Lager 1875–1900

Meester Cornelis ist der einstige Name von Jatinegara (auch, Batinegara, Djatinegara, oder Mester), ein Stadtteil von Jakarta auf der Insel Java.
Der Stadtteil erhielt seinen Namen nach einem calvinistischen, bandanesischen Lehrer, Prediger und Landbesitzer aus dem dritten Viertel des 17. Jahrhunderts, Meester Cornelis van Senen. 1656 wurde van Senen Eigentümer eines Grundbesitzes von ungefähr fünf Quadratkilometern forstwirtschaftlich genutzter Fläche am Ciliwung Fluss, 12 Kilometer südöstlich von Batavia. 1661 starb Meester Cornelis, aber sein Name blieb mit dem Gebiet verbunden, das noch beinahe 300 Jahre lang „Meester Cornelis“ hieß.

## Achtzehntes Jahrhundert

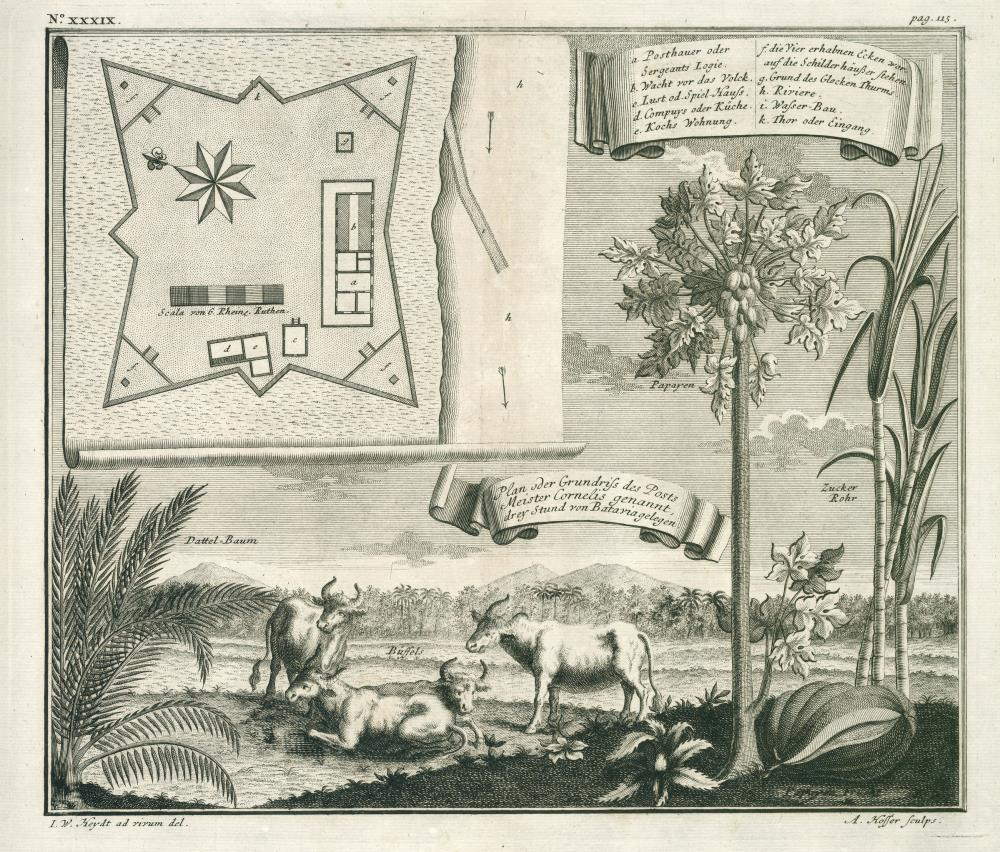
Grundriss des Fort Meester Cornelis ca. 1744

Auf dem Gebiet stand ursprünglich eine Festung mit Wohnungen, breiten Wegen und einem ländlichen Charakter. Der Posten Meester Cornelis am Ciliwung ist bereits in einer ungefähr auf das Jahr 1744 zu datierenden Karte verzeichnet. In einer weiteren Karte aus dem Jahre 1764 wir er als Feldschanze bezeichnet.
Ab 1706 wurde auf dem alten Gebiet von Cornelis van Senen ein Büffelmarkt gehalten, woraus ein Markt entstand. Im Jahre 1734 wurde das Fort ummauert. Der Kommandant des Fort gründete einen Freizeitpark mit Spielhalle. 1746 wurde ein Militärlager errichtet, um dem schlechten Klima von Batavia-Stadt zu entkommen, wo Malaria die Gesundheit bedrohte, während Meester Cornelis höher lag und die Luft trockener war.

## Neunzehntes Jahrhundert
1805 wurde eine Artillerieschule errichtet. 1810 ließ der niederländische General in französischen Diensten Daendels das Gebiet als Schwerpunkt der Verteidigung gegen eventuelle britische Angriffe weiter befestigen. Meester Cornelis war zu dieser Zeit der südlichste Teil Batavias. Man erwartete gerade dort einen Einfall der Briten, der dann 1811 auch erfolgte. 1820 wurde das Fort zu einem Gefängnis umgewidmet.
Die Militärschule in Meester Cornelis wurde 1852 eröffnet und 1892 wieder geschlossen. Es war nicht die erste niederländische Militärschule in Niederländisch-Indien, aber die größte und die, die am längsten bestanden hat. Ein Drittel der Schüler war in der Kolonie geboren, die Mehrheit kam aus den Niederlanden, ein Zehntel aus dem übrigen Europa, insbesondere aus Deutschland. Die meisten waren Abkömmlinge der Mittelschicht. Durchweg waren die Schüler für die Ausbildung ungeeignet. Trotzdem entwickelte sich die Schule zunächst positiv. Die Zahl der Schüler verdoppelte sich während der Zeit des Bestehens. Die Gründe der Schließung waren vornehmlich finanzieller Natur. Nur einer von drei Schülern schloss die Schule erfolgreich ab, weshalb die Kosten pro Schüler inakzeptabel hoch waren.
Die Niederländisch-Indische Eisenbahngesellschaft eröffnete am 31. Januar 1873 den Schienenweg von Meester Cornelis nach Buitenzorg für den öffentlichen Verkehr. Am Bahnhof Meester-Cornelis hielten 16 Züge pro Tag, acht aus Batavia und acht Züge in Gegenrichtung.

## Zwanzigstes Jahrhundert

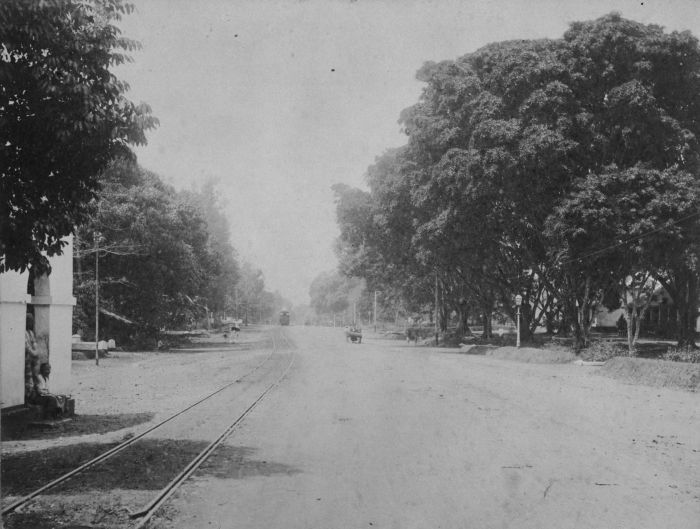
Hauptstraße in Meester Cornelis (Foto entstanden zwischen 1870 und 1900)

Meester Cornelis wurde gleichzeitig mit Batavia eigenständige Gemeinde mit einem Gemeinderat im Jahre 1905. Seit 1922 hatte es einen eigenen Bürgermeister. Die Bürgermeister waren Mr. M. van Doorninck (1922–1932) und Mr. G. Pitlo (1933–1935).
1935 würde der Ort in Batavia eingemeindet. Durch den Unabhängigkeitsvertrag mit der Republik Indonesien vom 27. Dezember 1949 wurde die Stadt in Jakarta umbenannt. Auch andere europäische Namen wurden geändert. Meester Cornelis, nun Stadtteil von Jakarta, wurde ebenfalls umbenannt und heißt gegenwärtig Jatinegara.

## Geboren in Meester Cornelis
- Frederik Bernard s'Jacob, am 14. Mai 1850.
- Gijsbert Karel William Ferdinand de Vaynes van Brakell Buys, am 28. März 1877.
- Max Bajetto, am 22. April 1881.
- Henri Maclaine Pont, am 21. Juni 1885.
- Edgar du Perron, am 2. November 1899, im geteilten Kampong Melajoe.
- Jan de Vries, am 4. Januar 1925.

## Abbildungen

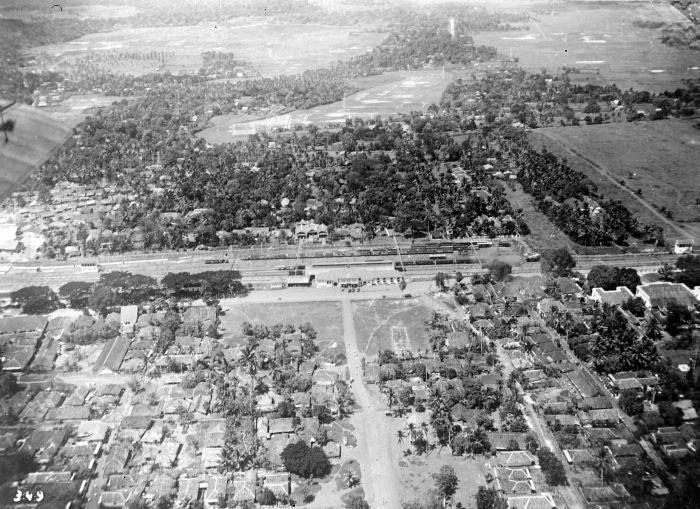
Luftaufnahme von Meester Cornelis mit dem Bahnhof Batavia
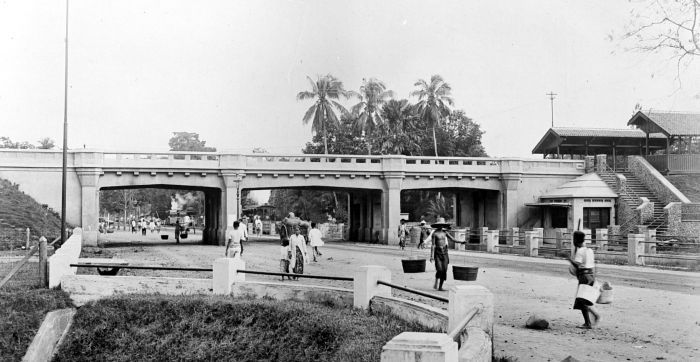
Viaduct in Mr Cornelis
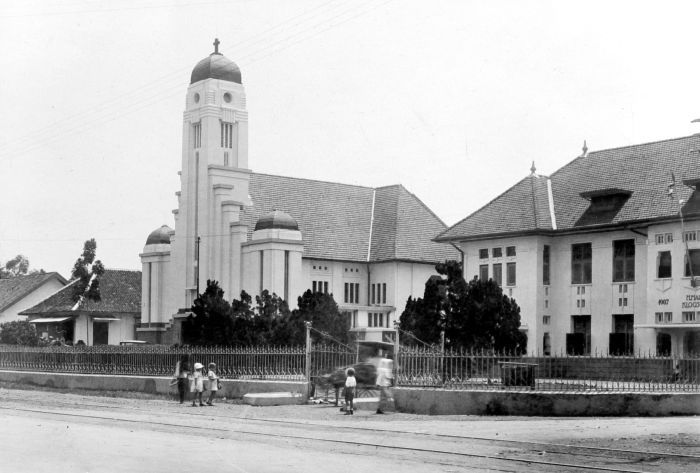
Die St. Josefkerk und das Ursulinen Kloster in Meester Cornelis Batavia
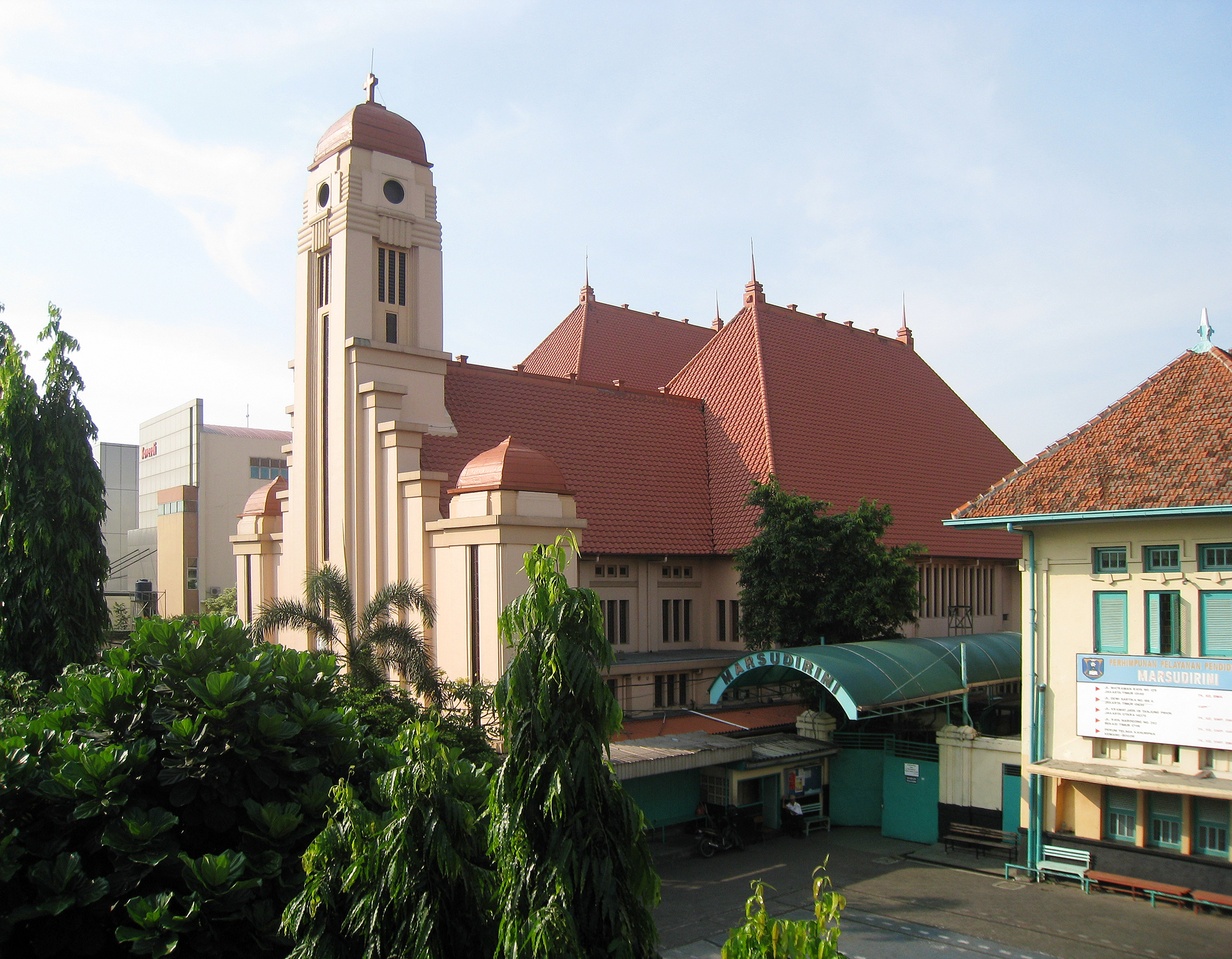
Gereja Santo Yoseph, Matraman, Jatinegara, Jakarta
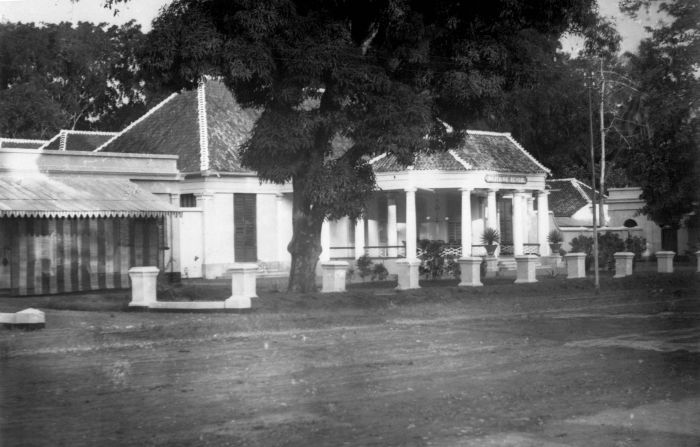
Die Militärschule in Meester Cornelis

Koordinaten: 6° 14′ 0″ S, 106° 53′ 0″ O